# الجمعية البلغارية للملاحة الفضائية
الجمعية البلغارية للملاحة الفضائية (البلغارية: Българско астронавтическо дружество) هي أقدم كيان في بلغاريا مكرس لاستكشاف الفضاء والدعوة للفضاء.
وقد أراد مؤسسو الجمعية، النقيب دوكو هارالامبييف في سلاح الجو البلغاري والمهندس جورجي أسباروهوف، تعريف الجمهور الأوسع بفوائد استكشاف الفضاء بعد إطلاق سبوتنيك 1. وسعى هارالامبييف أيضًا إلى زيادة الوعي بإمكانات الضوء الفضائي البشري. وبدأ الاثنان سلسلة من الاجتماعات مع جنرالات الجيش البلغاري والطيارين وأطباء الطيران والمهندسين وأعضاء الحزب الشيوعي البلغاري وممثلي الأكاديمية البلغارية للعلوم.
أنشئت الجمعية في 8 كانون الأول/ديسمبر 1957، بعد شهرين من إطلاق سبوتنك 1. وارتفعت رتبها عندما انضم العديد من المهندسين والمتطوعين إلى المنظمة بعد أيام فقط من إنشائها. وبسبب البيئة القانونية الصارمة في جمهورية بلغاريا الشعبية في ذلك الوقت، أنشئت الجمعية كقسم للملاحة الفضائية تابع لمنظمة المساعدة الدفاعية.
وانضمت إلى الاتحاد الدولي للملاحة الفضائية في عام 1958.